# Guido Schänzler
Guido Schänzler (* 31. Oktober 1965) ist ein deutscher Badmintonspieler. 

## Privatleben
Schänzler ist verheiratet und hat zwei Söhne, die ebenfalls beide Badminton spielen. Der jüngere Sohn Lars wurde bereits mehrfach Deutscher Jugendmeister. Er lebt in der Nähe von Köln.

## Karriere
Guido Schänzler gewann nach zahlreichen Nachwuchstiteln 1985 mit Bronze im Herrendoppel seine erste Medaille bei den deutschen Einzelmeisterschaften der Erwachsenen. Ein Jahr später steigerte er sich auf Silber im Doppel und 1987 wurde er erstmals deutscher Meister im Herreneinzel. 1988 und 1989 konnte er den Einzeltitel verteidigen.  1989 und 1991 nahm er an der Badminton-Weltmeisterschaft teil.

## Sportliche Erfolge
| Saison    | Veranstaltung                    | Disziplin    | Platz | Name                                                                                 |
| --------- | -------------------------------- | ------------ | ----- | ------------------------------------------------------------------------------------ |
| 1979/1980 | Deutsche Einzelmeisterschaft U14 | Mixed        | 2     | Guido Schänzler (TTC Brauweiler) / Birgit Zorn (TTC Brauweiler)                      |
| 1979/1980 | Deutsche Einzelmeisterschaft U14 | Herreneinzel | 2     | Guido Schänzler (TTC Brauweiler)                                                     |
| 1979/1980 | Deutsche Einzelmeisterschaft U14 | Herrendoppel | 1     | Guido Schänzler / Christian Diekmann (TTC Brauweiler 1948 / TuS Eintracht Bielefeld) |
| 1980/1981 | Deutsche Einzelmeisterschaft U16 | Herrendoppel | 2     | Christian Diekmann (Eintracht Bielefeld) / Guido Schänzler (TTC Brauweiler)          |
| 1981/1982 | Deutsche Einzelmeisterschaft U16 | Herreneinzel | 1     | Guido Schänzler (TTC Brauweiler 1948)                                                |
| 1981/1982 | Deutsche Einzelmeisterschaft U16 | Mixed        | 2     | Guido Schänzler / Birgit Zorn (TTC Brauweiler)                                       |
| 1981/1982 | Deutsche Einzelmeisterschaft U16 | Herrendoppel | 1     | Christian Diekmann / Guido Schänzler (TuS Eintracht Bielefeld / TTC Brauweiler 1948) |
| 1982/1983 | Deutsche Einzelmeisterschaft U18 | Herrendoppel | 2     | Christian Diekmann (Eintracht Bielefeld) / Guido Schänzler (TTC Brauweiler)          |
| 1984      | German Juniors                   | Herrendoppel | 1     | Guido Schänzler / Christian Diekmann (TTC Brauweiler / TuS Eintracht Bielefeld)      |
| 1984      | German Juniors                   | Mixed        | 1     | Guido Schänzler / Birgit Zorn (TTC Brauweiler)                                       |
| 1983/1984 | Deutsche Einzelmeisterschaft U18 | Herreneinzel | 1     | Guido Schänzler (TTC Brauweiler 1948)                                                |
| 1983/1984 | Deutsche Einzelmeisterschaft U22 | Mixed        | 1     | Guido Schänzler / Katrin Schmidt (TTC Brauweiler 1948 / 1. Pfälzer BC Neustadt)      |
| 1983/1984 | Deutsche Einzelmeisterschaft U18 | Herrendoppel | 1     | Guido Schänzler / Christian Diekmann (TTC Brauweiler 1948 / TuS Eintracht Bielefeld) |
| 1984/1985 | Deutsche Einzelmeisterschaft U22 | Herrendoppel | 1     | Guido Schänzler / Ralf Rausch (TTC Brauweiler 1948 / SC Bayer 05 Uerdingen)          |
| 1984/1985 | Deutsche Einzelmeisterschaft     | Herrendoppel | 3     | Ralf Rausch (FC Bayer 05 Uerdingen) / Guido Schänzler (TTC Brauweiler)               |
| 1985/1986 | Deutsche Einzelmeisterschaft U22 | Herrendoppel | 1     | Guido Schänzler / Ralf Rausch (TTC Brauweiler 1948 / SC Bayer 05 Uerdingen)          |
| 1985/1986 | Deutsche Einzelmeisterschaft U22 | Herreneinzel | 1     | Guido Schänzler (TTC Brauweiler 1948)                                                |
| 1985/1986 | Deutsche Einzelmeisterschaft     | Herrendoppel | 2     | Harald Klauer (1. DBC Bonn) / Guido Schänzler (TTC Brauweiler)                       |
| 1986/1987 | Deutsche Einzelmeisterschaft     | Herreneinzel | 1     | Guido Schänzler (TTC Brauweiler 1948)                                                |
| 1986/1987 | Deutsche Einzelmeisterschaft     | Mixed        | 3     | Guido Schänzler / Kirsten Schmieder (TTC Brauweiler)                                 |
| 1986/1987 | Deutsche Einzelmeisterschaft     | Herrendoppel | 3     | Guido Schänzler / Stephan Kuhl (TTC Brauweiler)                                      |
| 1987/1988 | Deutsche Einzelmeisterschaft U22 | Herreneinzel | 1     | Guido Schänzler (TTC Brauweiler 1948)                                                |
| 1987/1988 | Deutsche Einzelmeisterschaft     | Herreneinzel | 1     | Guido Schänzler (TTC Brauweiler 1948)                                                |
| 1987/1988 | Deutsche Einzelmeisterschaft     | Herrendoppel | 2     | Guido Schänzler / Gerhard Treitinger (TTC Brauweiler / Fortuna Regensburg)           |
| 1988/1989 | Deutsche Einzelmeisterschaft     | Herreneinzel | 1     | Guido Schänzler (TTC Brauweiler 1948)                                                |
| 1988/1989 | Deutsche Einzelmeisterschaft     | Herrendoppel | 3     | Guido Schänzler / Gerhard Treitinger (TTC Brauweiler / Fortuna Regensburg)           |